# Monthoiron
Monthoiron – miejscowość i gmina we Francji, w regionie Nowa Akwitania, w departamencie Vienne.
Według danych na rok 1990 gminę zamieszkiwało 609 osób, a gęstość zaludnienia wynosiła 37 osób/km² (wśród 1467 gmin regionu Poitou-Charentes, Monthoiron plasuje się na 485. miejscu pod względem liczby ludności, natomiast pod względem powierzchni na miejscu 517.).